# Federația Internațională de Tenis de masă
Federația Internațională de Tenis de masă (ITTF) este organul de conducere pentru toate federațiile naționale de tenis de masă. Rolul ITTF include supravegherea regulilor și reglementărilor și căutarea îmbunătățirilor tehnologice pentru acest sport. ITTF este responsabil pentru organizarea a numeroase competiții internaționale, inclusiv a Campionatelor mondiale de tenis de masă, care au loc începând din 1926.

## Fondarea
Federația Internațională de Tenis de masă a fost fondată în 1926 de William Henry Lawes din Wymondham, cei nouă membri fondatori fiind Austria ,Cehoslovacia , Danemarca, Anglia , Germania, Ungaria, India , Suedia și Țara Galilor. Primul turneu internațional a avut loc în ianuarie 1926 la Berlin, în timp ce primul Campionat Mondial de tenis de masă a avut loc în decembrie 1926 la Londra.
Spre sfârșitul anului 2000, ITTF a instituit mai multe modificări ale regulilor menite să facă tenisul de masă mai viabil ca sport de televiziune pentru spectatori. Cele mai vechi mingi, de 38 mm, au fost înlocuite oficial cu mingi având diametrul de 40 mm. Acest lucru a sporit rezistența la înaintare a mingii în aer și a încetinit efectiv jocul.
La 29 februarie 2008, ITTF a anunțat mai multe modificări de reguli după o reuniune executivă a ITTF la Guangzhou, Guangdong, China în ceea ce privește eligibilitatea unui jucător pentru a juca pentru o nouă asociație. Noua hotărâre este de a încuraja asociațiile să-și dezvolte proprii jucători. 
Sediul ITTF este în Lausanne, Elveția. Fostul președinte al ITTF a fost Adham Sharara din Canada; actualul președinte, din 2014, este Thomas Weikert din Germania.

## Calitatea de membru

### Federațiile continentale
ITTF recunoaște șase federații continentale.  Fiecare federație continentală are un președinte ca principal oficial și deține constituția sa.  Următoarele sunt federații recunoscute:
| Continent       | Membri | Federația continentală                               |
| --------------- | ------ | ---------------------------------------------------- |
| India           | 51     | Federația de tenis de masă din India (TTFI)          |
| Asia            | 45     | Uniunea Asiatică de Tenis de Masă (ATTU)             |
| Europa          | 58     | Uniunea Europeană de Tenis de Masă (ETTU)            |
| America Latina  | 40     | Uniunea de tenis de masă din America Latină (ULTM)   |
| America de Nord | 4      | Uniunea de tenis de masă din America de Nord (NATTU) |
| Oceania         | 24     | Federația de tenis de masă din Oceania (OTTF)        |

### Federațiile naționale
Informații suplimentare: Categorie: Membri naționali ai Federației Internaționale de Tenis de masă
În prezent, există 226  asociații membre în cadrul ITTF. 
| ascunde - v - t - e Membrii naționali ai Federației Internaționale de Tenis de masă                                                                           | ascunde - v - t - e Membrii naționali ai Federației Internaționale de Tenis de masă | ascunde - v - t - e Membrii naționali ai Federației Internaționale de Tenis de masă |
| --- | --- | ----------------------------------------------------------------------------------- |
| - Disciplinele - Tenis de masa | |                                                                                     |
| Africa (ATTF) | - ALG - ANG - BDI - BEN - BOT - BUR - CAF - CGO - CHA - CMR - COD - COM - CIV - DJI - EGY - ETH - GAB - GAM - GEQ - GHA - GUI - KEN - LBA - LBR - LES - NEBUN - MAR - MAW - MOZ - RMN - MTN - NAM - NGR - NIG - RSA - RWA - SEN - SEY - SLE - SOM - SUD - SWZ - TAN - TOG - TUN - UGA - ZAM - ZIM                                                                       |                                                                                     |
| Asia (ATTU) | - AFG - INTERZICE - BHU - BRN - BRU - CAM - CHN - HKG - INA - IND - IRI - IRQ - JOR - JPN - KAZ - KGZ - KOR - KSA - KUW - LAO - LIB - MAC - MAS - MDV - MGL - MYA - NEP - OMA - PAK - PHI - PLE - PRK - QAT - PĂCAT - SRI - SYR - THA - TJK - TKM - TLS - TPE - Emiratele Arabe Unite - UZB - VIE - DA                                                                  |                                                                                     |
| Europa (ETTU) | - ALB - ȘI - BRAȚ - AUT - AZE - BEL - BIH - BLR - BUL - CRO - CYP - CZE - DEN - ESP - Est - FIN - FRA - FRO - GBR - ENG - SCO - WAL - GEO - GER - GGY - GIB - GRE - GRL - HUN - IMN - IRL - ISL - ISR - ITA - JEY - KOS - LAT - MINCIUNĂ - LTU - LUX - MDA - MKD - MLT - MNE - LUN - NED - NICI - POL - POR - ROU - RUS - SLO - SMR - SRB - SVK - SWE - SUI - TUR - UKR |                                                                                     |
| America Latină (ULTM) | - ANG - FURNICĂ - ARG - ARU - BAR - BIZ - BOL - SUTIEN - CAY - CHI - COL - CRC - PUI - CUW - DMA - DOM - ECU - ESA - GRN - GUA - TIP - HAI - HON - IVB - GEM - LCA - MEX - NCA - TIGAIE - PAR - PE - PUR - SKN - SUR - SXM - TTO - URU - VEN - VIN |                                                                                     |
| America de Nord (NATTU) | - BER - POATE SA - Statele Unite ale Americii - ISV |                                                                                     |
| Oceania (OTTF) | - CA - AUS - COK - FIJ - FSM - GUMĂ - KIR - MHL - NCL - NFI - NRU - NIU - NZL - MNP - PLW - PNG - SAM - SOL - PYF - TKL - TONĂ - TUV - VAN - WLF |                                                                                     |
| - Evenimente Pinnacle - Jocurile Olimpice de vară - Jocurile Olimpice pentru Tineret - Campionate mondiale - Campionatele Mondiale de juniori - Cupa Mondială | |                                                                                     |

## Structura organizațională
Toate asociațiile membre ale ITTF participă la adunarea generală anuală (AGM).  Agendele privind modificările constituției, legile tenisului de masă, cererile de aderare etc. sunt discutate și finalizate prin voturi. De asemenea, președintele ITTF, 8 vicepreședinți executivi și 32 sau mai puțin reprezentanți continentali sunt aleși la o AGA, pentru un mandat de patru ani. Președintele, vicepreședinții executivi și președintele comisiei sportivilor alcătuiesc comitetul executiv.
Comitetul executiv, reprezentanții continentali și președinții celor șase federații continentale sau numiții acestora formează consiliul de administrație (consiliul de administrație). Consiliul administrează activitatea ITTF între AGM. Mai multe comitete, comisii, grupuri de lucru sau grupuri de lucru lucrează în temeiul constituției ITTF sau în cadrul Consiliului.

## Rolul în diplomație
Spre deosebire de organizațiile pentru sporturi mai populare, ITTF tinde să recunoască echipe din organe de conducere nerecunoscute în general pentru teritoriul disputat. De exemplu, în prezent recunoaște Federația de tenis de masă din Kosovo, chiar dacă Kosovo este exclus din majoritatea celorlalte sporturi. A recunoscut Republica Populară Chineză în 1953 și a permis o anumită diplomație de bază  care a dus la deschiderea pentru președintele SUA Richard Nixon , numită „ Diplomația Ping Pong ”, la începutul anilor 1970.

## Reguli

### Eligibilitatea jucătorului
Pentru evenimentele ITTF World Title, un jucător este eligibil să joace pentru asociația sa înregistrându-se la ITTF. Dacă jucătorul alege să joace pentru o nouă asociație, se va înregistra la ITTF, prin noua asociație. 
- Jucătorul nu va reprezenta noua asociație înainte.
- Jucătorul va fi eligibil să joace pentru noua asociație după trei, cinci, șapte ani de la data înregistrării, dacă jucătorul are sub 15, 18, respectiv 21 de ani
- Dacă jucătorul are 21 de ani sau mai mult, el nu va fi înregistrat la ITTF și nu va fi eligibil pentru a reprezenta o nouă asociație la evenimentele World Title.

### Sistem de servicii și puncte
Sistemul de puncte de tenis de masă a fost redus de la 21 la 11 puncte în 2001.  Un joc va fi câștigat de jucător sau de perechea care va înscrie 11 puncte, cu excepția cazului în care ambii jucători sau perechi înscriu 10 puncte, când să fie câștigat de primul jucător sau pereche câștigând ulterior un avantaj de 2 puncte. Acest lucru a fost destinat să facă jocurile mai rapide și mai interesante. ITTF a schimbat, de asemenea, regulile de serviciu pentru a împiedica un jucător să ascundă mingea în timpul serviciului,  pentru a crește durata medie a raliurilor și pentru a reduce avantajul serverului. Astăzi, jocul se schimbă din când în când, în principal pentru a îmbunătăți emoția pentru telespectatori.

### Interzicerea lipiciului rapid
Vezi și: Adeziv rapid
În 2007, consiliul de administrație al ITTF din Zagreb a decis să implementeze regula lipiciului fără COV la evenimentele Junior, începând cu 1 ianuarie 2008, ca o perioadă de tranziție înainte de punerea în aplicare completă a interdicției COV la 1 septembrie 2008. 
Începând cu 1 ianuarie 2009, tot lipiciul de viteză trebuia să fie interzis.

## Concursuri
Articol principal: Realizări majore în tenis de masă pe națiuni
Convenții: MT / WT : Echipe masculine / feminine; MS / WS : simplu masculin / feminin; MD / ZB : dublu masculin / feminin; XD : Dublu mixt 
Evenimente internaționale majore
| Numele competiției              | Prima dată a avut loc | A avut loc fiecare | Clasament ITTF | Clasament ITTF | Evenimente | Evenimente | Evenimente | Evenimente | Evenimente | Evenimente | Evenimente |
| Numele competiției              | Prima dată a avut loc | A avut loc fiecare | Clasament      | Primă          | MT         | WT         | DOMNIȘOARĂ | WS         | MD         | WD         | XD         |
| ------------------------------- | --------------------- | ------------------ | -------------- | -------------- | ---------- | ---------- | ---------- | ---------- | ---------- | ---------- | ---------- |
| Campionate mondiale             | 1926                  | An impare          | R1             | B1             |            |            | •          | •          | •          | •          | •          |
| Campionatele Mondiale pe echipe | 1926                  | Anul par           | R1             |                | •          | •          |            |            |            |            |            |
| Cupa Mondială masculină         | 1980                  | Un an              | R1             | B2             |            |            | •          |            |            |            |            |
| Jocurile Olimpice de vară       | 1988                  | Patru ani          | R1             | B1             | •          | •          | •          | •          |            |            |            |
| Cupa Mondială a Echipelor       | 1990                  | An impare          | R1             |                | •          | •          |            |            |            |            |            |
| Cupa Mondială feminină          | 1996                  | Un an              | R1             | B2             |            |            |            | •          |            |            |            |
| ITTF World Tour Grand Finals    | 1996                  | Un an              | R2             | B2             |            |            | •          | •          | •          | •          |            |

Evenimente junior
| Numele competiției                      | Prima dată a avut loc | A avut loc fiecare | Clasament ITTF | Clasament ITTF | Evenimente | Evenimente | Evenimente | Evenimente | Evenimente | Evenimente | Evenimente |
| Numele competiției                      | Prima dată a avut loc | A avut loc fiecare | Clasament      | Primă          | MT         | WT         | DOMNIȘOARĂ | WS         | MD         | WD         | XD         |
| --------------------------------------- | --------------------- | ------------------ | -------------- | -------------- | ---------- | ---------- | ---------- | ---------- | ---------- | ---------- | ---------- |
| ITTF Global Junior Circuit              | 1992                  | Un an              | R2             | B4             | •          | •          | •          | •          | •          | •          |            |
| Campionatele Mondiale de juniori        | 2003                  | Un an              | R1             | B3             | •          | •          | •          | •          | •          | •          | •          |
| ITTF Global Cadet Challenge             | 2003                  | Un an              | R2             | B4             | •          | •          | •          | •          | •          | •          |            |
| Jocurile Olimpice de vară pentru tineri | 2010                  | Patru ani          | R1             | B3             | •          | •          | •          | •          |            |            |            |

Para evenimente
| Numele competiției                          | Prima dată a avut loc | A avut loc fiecare | Evenimente | Evenimente | Evenimente | Evenimente | Evenimente | Evenimente | Evenimente |
| Numele competiției                          | Prima dată a avut loc | A avut loc fiecare | MT         | WT         | DOMNIȘOARĂ | WS         | MD         | WD         | XD         |
| ------------------------------------------- | --------------------- | ------------------ | ---------- | ---------- | ---------- | ---------- | ---------- | ---------- | ---------- |
| Jocuri paralimpice de vară                  | 1960                  | Patru ani          | •          | •          | •          | •          | •          | •          |            |
| Campionatele Mondiale de tenis de masă ITTF | 1990                  | Patru ani          | •          | •          | •          | •          |            |            |            |

Evenimente ITTF defuncte
| Numele competiției        | Prima dată a avut loc | Ultima ținută | Clasament ITTF | Clasament ITTF | Evenimente | Evenimente | Evenimente | Evenimente | Evenimente | Evenimente | Evenimente |
| Numele competiției        | Prima dată a avut loc | Ultima ținută | Clasament      | Primă          | MT         | WT         | DOMNIȘOARĂ | WS         | MD         | WD         | XD         |
| ------------------------- | --------------------- | ------------- | -------------- | -------------- | ---------- | ---------- | ---------- | ---------- | ---------- | ---------- | ---------- |
| China vs. World Challenge | 2004                  | 2012          | R2             |                | •          | •          |            |            |            |            |            |

## Clasamentul mondial ITTF
ITTF menține o listă oficială de clasament mondial pe baza rezultatelor jucătorilor la turnee pe tot parcursul anului. 
Tabelele de mai jos prezintă clasamentul actual ITTF la bărbați și femei.
| Clasamentul mondial masculin ITTF, din aprilie 2020 * | Clasamentul mondial masculin ITTF, din aprilie 2020 * | Clasamentul mondial masculin ITTF, din aprilie 2020 * | Clasamentul mondial masculin ITTF, din aprilie 2020 * | Clasamentul mondial masculin ITTF, din aprilie 2020 * |
| #                                                     | Jucător                                               | Puncte                                                | Muta †                                                |                                                       |
| ----------------------------------------------------- | ----------------------------------------------------- | ----------------------------------------------------- | ----------------------------------------------------- | ----------------------------------------------------- |
| 1                                                     | Fan Zhendong ( CHN )                                  | 17,915                                                | 1                                                     |                                                       |
| 2                                                     | Xu Xin ( CHN )                                        | 17.260                                                | 1                                                     |                                                       |
| 3                                                     | Ma Long ( CHN )                                       | 15.525                                                |                                                       |                                                       |
| 4                                                     | Tomokazu Harimoto ( JPN )                             | 13.245                                                | 1                                                     |                                                       |
| 5                                                     | Lin Gaoyuan ( CHN )                                   | 13.240                                                | 1                                                     |                                                       |
| 6                                                     | Hugo Calderano ( BRA )                                | 12.315                                                | 1                                                     |                                                       |
| 7                                                     | Lin Yun-ju ( TPE )                                    | 12,160                                                | 1                                                     |                                                       |
| 8                                                     | Liang Jingkun ( CHN )                                 | 11.205                                                | 1                                                     |                                                       |
| 9                                                     | Mattias Falck ( SWE )                                 | 11.065                                                | 1                                                     |                                                       |
| 10                                                    | Timo Boll ( GER )                                     | 10.910                                                |                                                       |                                                       |
| 11                                                    | Dimitrij Ovtcharov ( GER )                            | 10,445                                                |                                                       |                                                       |
| 12                                                    | Wang Chuqin ( CHN )                                   | 9.785                                                 | 5                                                     |                                                       |
| 13                                                    | Koki Niwa ( JPN )                                     | 9,570                                                 | 1                                                     |                                                       |
| 14                                                    | Jeoung Young-sik ( KOR )                              | 9,555                                                 | 1                                                     |                                                       |
| 15                                                    | Liam Pitchford ( ENG )                                | 9,320                                                 | 7                                                     |                                                       |
| 16                                                    | Patrick Franziska ( GER )                             | 9.050                                                 | 2                                                     |                                                       |
| 17                                                    | Jun Mizutani ( JPN )                                  | 9.045                                                 | 2                                                     |                                                       |
| 18                                                    | Jang Woo-jin ( KOR )                                  | 8.835                                                 | 2                                                     |                                                       |
| 19                                                    | Simon Gauzy ( FRA )                                   | 8.755                                                 | 2                                                     |                                                       |
| 20                                                    | Quadri Aruna ( NGR )                                  | 8.710                                                 | 2                                                     |                                                       |

| Clasamentul mondial al femeilor ITTF, începând din aprilie 2020 * | Clasamentul mondial al femeilor ITTF, începând din aprilie 2020 * | Clasamentul mondial al femeilor ITTF, începând din aprilie 2020 * | Clasamentul mondial al femeilor ITTF, începând din aprilie 2020 * | Clasamentul mondial al femeilor ITTF, începând din aprilie 2020 * |
| #                                                                 | Jucător                                                           | Puncte                                                            | Muta †                                                            |                                                                   |
| ----------------------------------------------------------------- | ----------------------------------------------------------------- | ----------------------------------------------------------------- | ----------------------------------------------------------------- | ----------------------------------------------------------------- |
| 1                                                                 | Chen Meng ( CHN )                                                 | 17,915                                                            |                                                                   |                                                                   |
| 2                                                                 | Mima Ito ( JPN )                                                  | 15.440                                                            | 1                                                                 |                                                                   |
| 3                                                                 | Sun Yingsha ( CHN )                                               | 15.165                                                            | 1                                                                 |                                                                   |
| 4                                                                 | Liu Shiwen ( CHN )                                                | 13,725                                                            | 1                                                                 |                                                                   |
| 5                                                                 | Wang Manyu ( CHN )                                                | 13.640                                                            | 1                                                                 |                                                                   |
| 6                                                                 | Ding Ning ( CHN )                                                 | 13.450                                                            |                                                                   |                                                                   |
| 7                                                                 | Zhu Yuling ( CHN )                                                | 13.240                                                            |                                                                   |                                                                   |
| 8                                                                 | Cheng I-ching ( TPE )                                             | 11.455                                                            |                                                                   |                                                                   |
| 9                                                                 | Feng Tianwei ( SGP )                                              | 11.100                                                            |                                                                   |                                                                   |
| 9                                                                 | Kasumi Ishikawa ( JPN )                                           | 11.100                                                            |                                                                   |                                                                   |
| 11                                                                | Miu Hirano ( JPN )                                                | 10.815                                                            |                                                                   |                                                                   |
| 12                                                                | Wang Yidi ( CHN )                                                 | 10,435                                                            |                                                                   |                                                                   |
| 13                                                                | Chen Xingtong ( CHN )                                             | 10,370                                                            |                                                                   |                                                                   |
| 14                                                                | Sofia Polcanova ( AUT )                                           | 9.095                                                             | 1                                                                 |                                                                   |
| 15                                                                | Doo Hoi Kem ( HKG )                                               | 9.060                                                             | 1                                                                 |                                                                   |
| 16                                                                | Jeon Ji-hee ( KOR )                                               | 9,020                                                             |                                                                   |                                                                   |
| 17                                                                | Hitomi Sato ( JPN )                                               | 8.800                                                             | 1                                                                 |                                                                   |
| 18                                                                | He Zhuojia ( CHN )                                                | 8,255                                                             | 1                                                                 |                                                                   |
| 19                                                                | Adriana Díaz ( PUR )                                              | 8,090                                                             |                                                                   |                                                                   |
| 20                                                                | Petrissa Solja ( GER )                                            | 8,080                                                             |                                                                   |                                                                   |